# My Way (альбом Иана Брауна)
| Совокупная оценка   | Совокупная оценка |
| Источник            | Оценка            |
| ------------------- | ----------------- |
| Metacritic          | 72/100            |
| Оценки критиков     |                   |
| Источник            | Оценка            |
| Clash               | (6/10)            |
| The Daily Telegraph | [ 3 ]             |
| Drowned in Sound    | (7/10)            |
| entertainment.ie    | [ 5 ]             |
| The Guardian        | [ 6 ]             |
| NME                 | (8/10)            |
| Slant Magazine      | [ 8 ]             |
| The Times           | [ 9 ]             |
| Uncut               | [ 10 ]            |

My Way — шестой студийный альбом британского рок-певца Иана Брауна, вышедший 28 сентября 2009 года на лейбле Fiction Records. Браун больше всего известен как фронтмен группы The Stone Roses.

## Об альбоме
My Way был вдохновлён альбомом Thriller американского певца Майкла Джексона и его неожиданной смертью в 2009 году.
Диск был издан 28 сентября 2009 года на лейбле Fiction Records.
Лид-сингл с этого альбома, названный «Stellify» вышел 21 сентября 2009 года. В интервью с XFM Manchester Браун сказал, что в оригинале писал песню для певицы Рианна, но в итоге оставил её для себя.
Альбом получил умеренные отзывы музыкальных критиков и интернет-изданий: Clash, The Daily Telegraph, NME, The Times, Slant Magazine, Uncut.

## Список композиций
1. «Stellify» — 4:57
2. «Crowning of the Poor» — 3:18
3. «Just Like You» — 3:22
4. «In The Year 2525» (Zager and Evans cover) — 2:52
5. «Always Remember Me» — 4:49
6. «Vanity Kills» — 3:34
7. «For The Glory» — 3:11
8. «Marathon Man» — 3:39
9. «Own Brain» — 2:56
10. «Laugh Now» — 3:53
11. «By All Means Necessary» — 3:42
12. «So High» — 2:54

## Позиции в чартах
| Чарт (2009)     | Высшая позиция |
| --------------- | -------------- |
| UK Albums Chart | 8              |